# 小行星79117
小行星79117（79117 Brydonejack）是一颗绕太阳运转的小行星，为主小行星带小行星。该小行星于1988年8月19日发现。
該小行星以加拿大的威廉·布萊登·傑克命名。

## 轨道参数
小行星79117的轨道半长轴为335 636 636 km，2.2435604 UA，离心率为0.254。